# Quechua de Laraos
El quechua de Laraos es una variedad lingüística de la familia quechua hablada en el distrito de Laraos, en el norte de la provincia de Yauyos.  Se halla en franco retroceso frente al castellano.
Posee una fonología muy conservadora.  Emplea el caso locativo con el sufijo -ćhaw del Quechua I y los pluralizadores verbales del quechua huanca.  También efectúa sus oraciones subordinadas mediante el sufijo -r.  El caso ablativo empleado es -manta y marca el objeto verbal de primera persona con -wa-, ambos morfemas son propios del Quechua II.  Es la única variedad de quechua que marca el genitivo con el sufijo -pi.